# Strzelin
Strzelin (németül Strehlen, csehül Střelín) város Délnyugat-Lengyelországban, az Alsó-sziléziai vajdaságban, a Strzelini járás központja. Az Odera mellékfolyója, az Oława mentén fekszik, a megyeszékhely Wrocławtől 39 km-re. Lakossága 2013-ban 12 556 fő volt.  

## Története

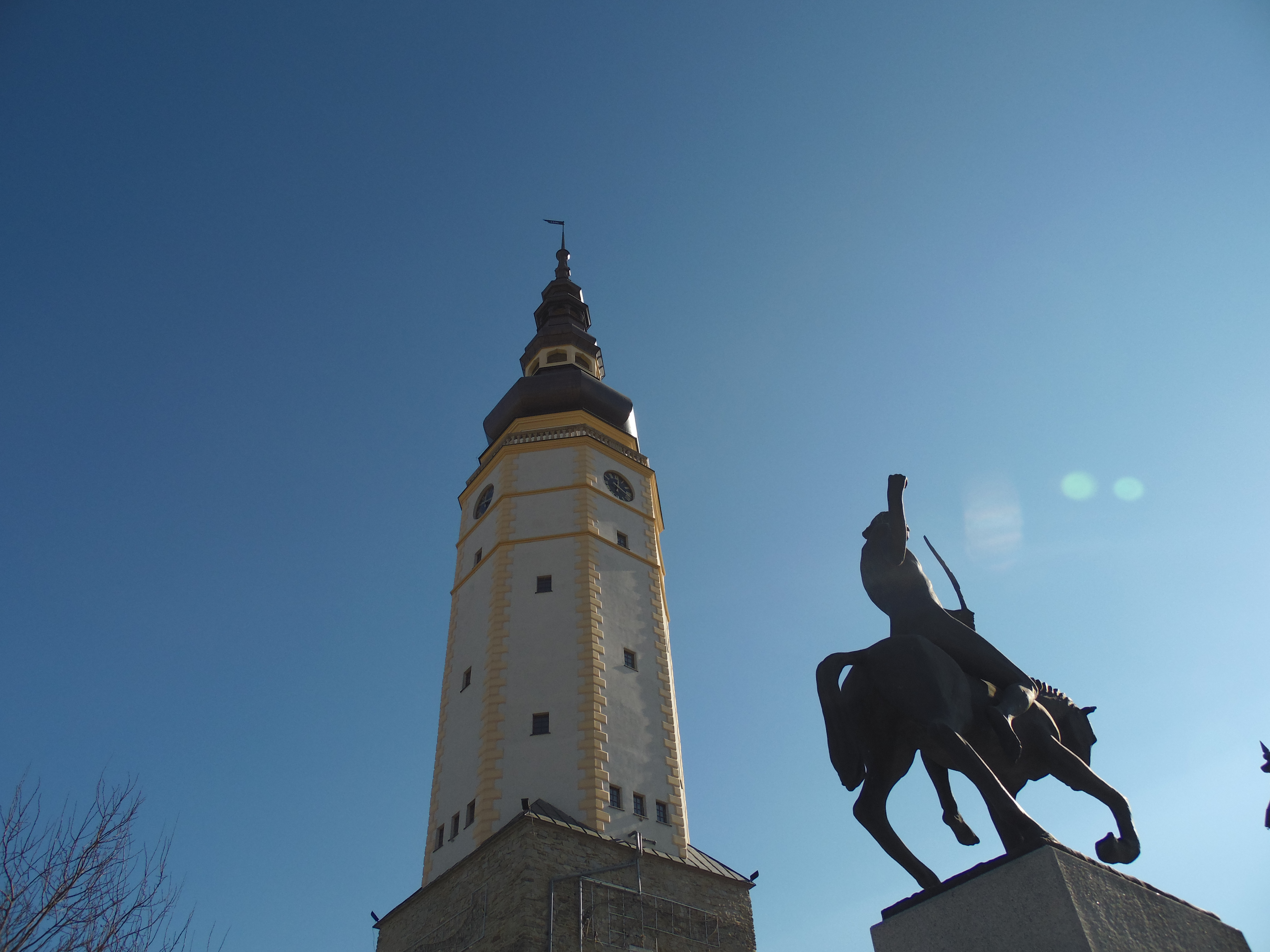
A városháza tornya

Strzelin neve nyilat jelentő lengyel személynévből származik, eredeti formája Strzelno vagy Strzelica volt. 1292-ben I. "Szigorú" Bolko, Świdnica és Jawor hercege városjogot adományozott neki. A középkorban a település többször leégett. 1633-ban, a harmincéves háborúban teljesen kifosztották és felégették. Ugyanebben az évben pestisjárvány tört ki, amelynek négyezer lakos esett áldozatul, csak tíz család maradt életben. 
A 16. században a sziléziai német-lengyel nyelvhatár Strzelin közelében húzódott; a város lakóinak többsége lengyel anyanyelvű volt. Az osztrák örökösödési háborút (1740-1748) követően Szilézia Poroszországhoz került. Nagy Frigyes engedélyezte, hogy a hazájukban üldözött csehországi protestánsok megtelepedjenek a városban. A csehek egészen 1945-ig nagy számban éltek Strzelinben.  
A második világháború végén, 1945 márciusában heves harcok folytak a városért, amely során épületeinek 85%-a elpusztult. A háború után Strzelin Lengyelországhoz került, német nyelvű lakosságát pedig kitelepítették Németországba.

## Híres strzeliniek
- Paul Ehrlich (1854-1915), Nobel-díjas immunológus, mikrobiológus
- Johann von Ravenstein (1889–1962) Wehrmacht-tábornok
- Błażej Augustyn (1988 - ) labdarúgó

## Testvérvárosok
- Trutnov, Csehország
- Straelen, Németország

## Fordítás
- Ez a szócikk részben vagy egészben  a   Strzelin című lengyel Wikipédia-szócikk ezen változatának fordításán alapul.  Az eredeti cikk szerkesztőit annak laptörténete sorolja fel. Ez a jelzés csupán a megfogalmazás eredetét és a szerzői jogokat jelzi, nem szolgál a cikkben szereplő információk forrásmegjelöléseként.